# Festuca loricata
Festuca loricata là một loài thực vật có hoa trong họ Hòa thảo. Loài này được (Griseb.) Pilg. mô tả khoa học đầu tiên năm 1906.